# Benjamin Constant (Brasile)
Benjamin Constant è un comune del Brasile nello Stato dell'Amazonas, parte della mesoregione di Sudoeste Amazonense e della microregione di Alto Solimões.